# پونی کوچولوی من: دختران اکواستریا (فیلم)
پونی کوچولوی من: دختران اکواستریا (انگلیسی: My Little Pony: Equestria Girls) فیلمی در ژانر موزیکال، کمدی، و فانتزی است که در سال ۲۰۱۳ منتشر شد. از بازیگران آن می‌توان به تارا استرانگ اشاره کرد. توییلایت در این فیلم برای یافتن تاج خود به دنیای انسان ها میرود ولی از آنجایی که سانست تاج را لازم دارد به توییلایت می‌گوید که بعدا تاج را به او قرض خواهد داد. دنبالهٔ این انیمیشن، پونی کوچولوی من: دختران اکواستریا - رنگین‌کمان راک است.